# Härliga sommardag
Härliga sommardag är en sång som den svenska popgruppen Family Four sjöng då den vann svenska Melodifestivalen 1972 och tävlade i Eurovision Song Contest 1972. Family Four gjorde denna gång sitt andra framträdande i festivalen (1971 bidrog gruppen med "Vita vidder" som då kom på sjätte plats i ESC). "Härliga sommardag" slutade på trettonde plats. Mats Olsson dirigerade. Marie Bergman, som var en av deltagarna i Family Four hjulade inför fotograferna före tävlingen och stukade foten.
Melodin testades på Svensktoppen, där den låg i två veckor under perioden 23 april 1972, och var fyra respektive trea .